# Hallo wereld (omdat het fijn is dat je er bent)
Hallo wereld (omdat het fijn is dat je er bent) is een single van de Nederlandse zangeres Raffaëla Paton en onderdeel van het gelijknamige opvoedprogramma. Het nummer is het welkomstliedje voor pasgeboren baby's.
Sinds 1 september 2007 ontvangen alle nieuwe ouders in Nederland deze single namens minister André Rouvoet (ChristenUnie), de minister voor Jeugd en Gezin. Tevens is het een introductie voor het gelijknamige opvoedprogramma. De single is ook gratis te downloaden van de site.
In november 2006, bij de landelijke introductie van het programma, werd een oproep gedaan om een tekst voor het lied aan te dragen. Door John Ewbank is een selectie uit de teksten gemaakt en op basis daarvan is het lied gemaakt wat ingezongen werd door Idols 3-winnaar Raffaëla Paton. De geselecteerde tekstschrijvers waren Helma van den Berg, Samira Dainan, Marco Emmerig, Janita van Nes, Gerdy Langeveld, Yvonne van Leeuwen, Jhein Lohman, Mirthe Meyer, Jerney Kate Molenaar, Lonneke Nieuwenhuyse, Mandy Servais, Chantal van Schaik en Oscar Zeelenberg.
Toen de winnaar van Idols 4 Nikki Kerkhof in maart 2008 als eerste single het tevens door Ewbank geschreven nummer Hello World zou uitbrengen, kreeg de Hallo Wereld single de bijtitel omdat het fijn is dat je er bent. Dit nummer is geen Nederlandstalige versie van Hello World maar heeft wel dezelfde thematiek. Ewbank schreef ook het in 2003 verschenen nummer Nu dat jij er bent voor de geboorte van Prinses Amalia.